# Connemara

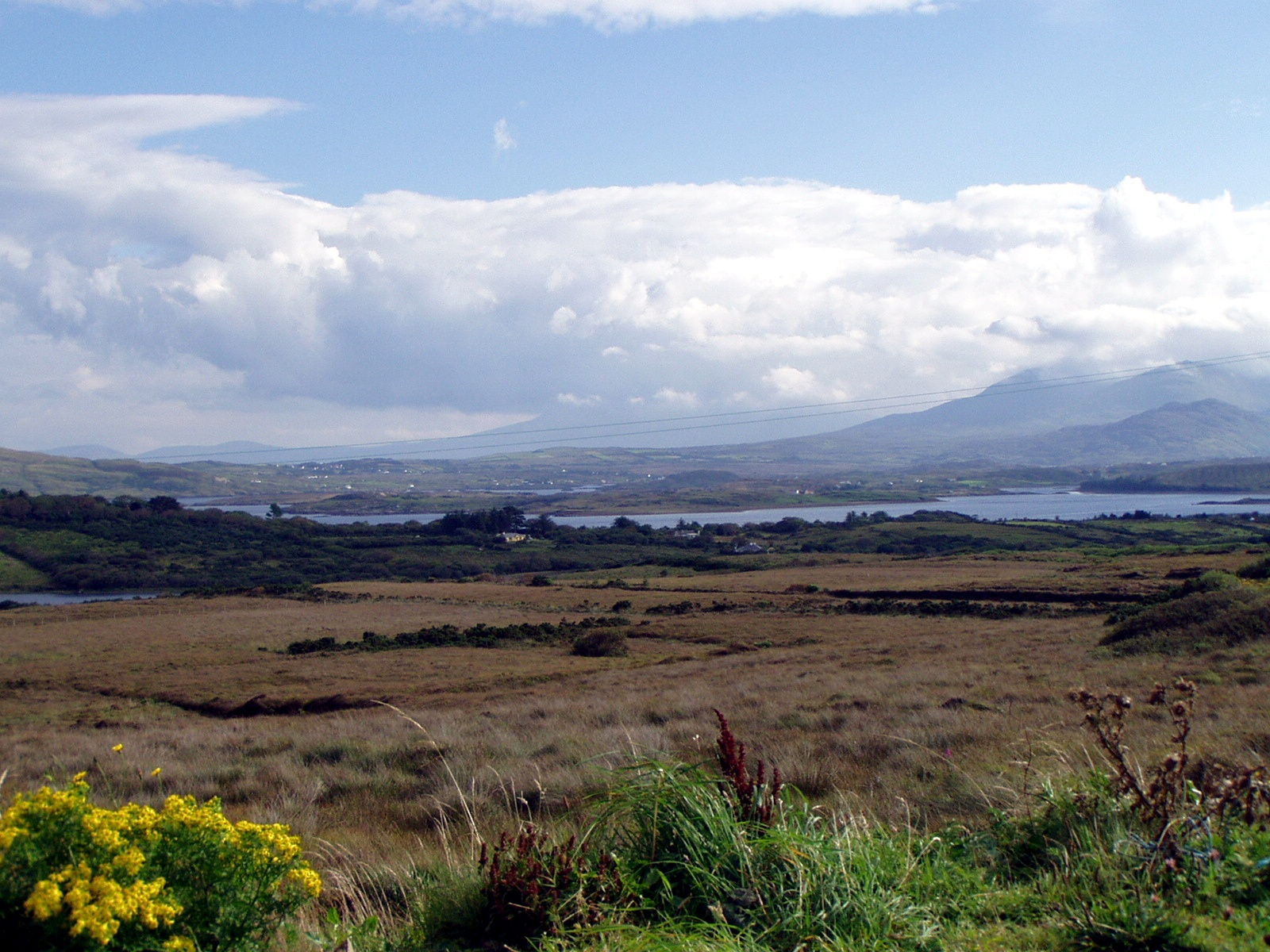
Connemara

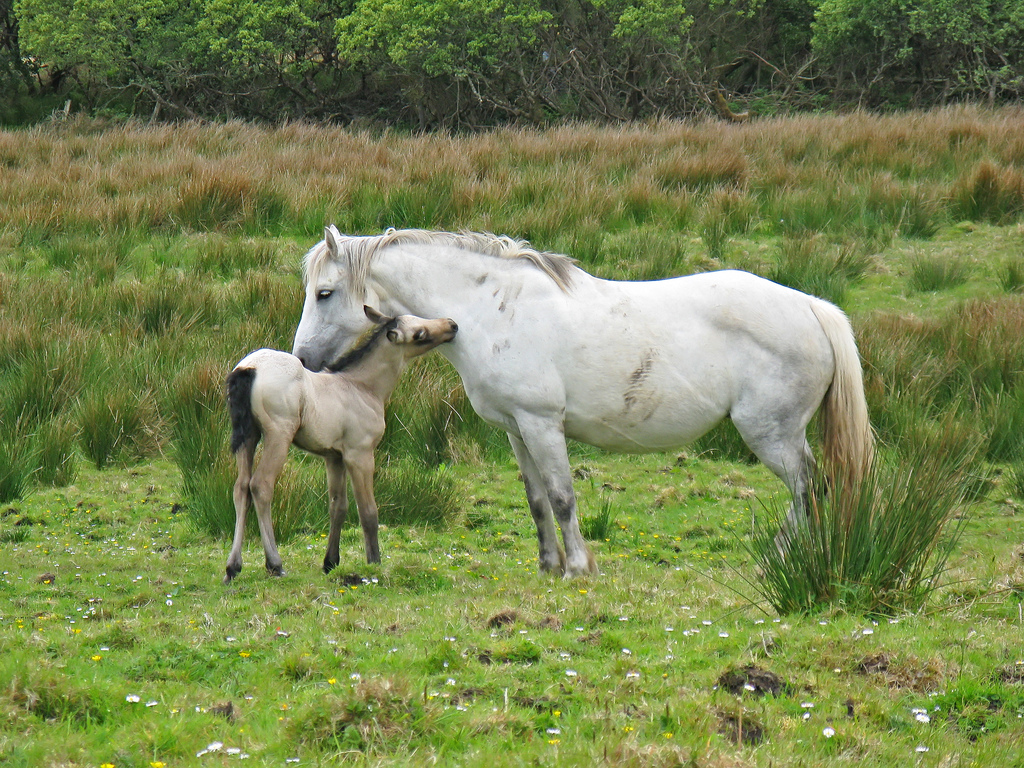
Connemarapony's in het Connemara National Park

Connemara (Iers: Conamara) is het westelijke deel van het Ierse graafschap Galway, Ierland. Het is zeer dunbevolkt. Alleen langs de kust, aan de Baai van Galway liggen een aantal kleine dorpjes zoals An Spidéal en Letterfrack. Een iets groter dorp, Clifden, ligt in het uiterste westen van Connemara, aan de Atlantische Oceaan.

## Natuur en landschap
Het landschap wordt gekenmerkt door uitgestrekte hoogveengebieden. Daarin zijn karakteristieke planten te vinden zoals veenpluis en zonnedauw. Ook wordt plaatselijk turf gewonnen.
Door de weidsheid van het landschap zijn bijna overal in Connemara steeds de Twelve Bens zichtbaar. 
Dit is de streek waar de connemarapony zijn herkomst heeft. Een deel van het gebied wordt beschermd als Nationaal Park Connemara. In dit park is een bezoekerscentrum met horeca en zijn diverse wandelpaden uitgezet

## Cultuur
Waarschijnlijk mede door de geïsoleerde ligging heeft de oorspronkelijke Ierse taal zich hier goed kunnen handhaven. Een aanzienlijk deel van Connemara hoort bij de Gaeltacht, de gebieden waar Iers nog dagelijks wordt gesproken. In Ros Muc is een bezoekerscentrum met horeca, waar enige informatie over de streek te vinden is en exposities worden gegeven. De meeste aandacht in het centrum gaat uit naar de Ierse schrijver en activist  Padraig Pearse waarvan de cottage vlak bij het centrum ligt.
De Franse zanger Michel Sardou heeft de streek bezongen in zijn grootste hit uit december 1981: Les lacs du Connemara, welke een grote hit werd in thuisland Frankrijk, Nederland en België.